# O Escolhido
O Escolhido é uma série de televisão de brasileira produzida e exibida pela Netflix, baseada na série mexicana Niño Santo. Estreou em 28 de junho de 2019. Produzido em parceria com a Mixer Filmes, a série foi escrita e co-produzida por Raphael Draccon e Carolina Munhóz.  A primeira temporada estreou em 28 de Junho de 2019 e é composta por seis episódios. A segunda temporada estreou em 6 de dezembro de 2019. O Escolhido é também a sexta série produzida no Brasil depois de 3%, O Mecanismo, Samantha!, Coisa Mais Linda e Sintonia.

## Premissa
O Escolhido segue três jovens médicos que viajam para uma aldeia no Pantanal para vacinar os moradores contra uma nova mutação do vírus Zika. Eles acabam presos nesta comunidade cheia de segredos e cujos moradores são devotos de um misterioso líder, que tem o dom de curar doenças de uma forma sobrenatural.

## Elenco

### Principal
| Ator                   | Personagem          | Temporadas | Temporadas |
| Ator                   | Personagem          | 1ª 2019    | 2ª 2019    |
| ---------------------- | ------------------- | ---------- | ---------- |
| Paloma Bernardi        | Drª. Lúcia Santeiro |            |            |
| Pedro Caetano          | Dr. Damião Almeida  |            |            |
| Gutto Szuster          | Dr. Enzo Vergani    |            |            |
| Renan Tenca            | "O Escolhido"       |            |            |
| Mariano Mattos Martins | Mateus              |            |            |
| Alli Willow            | Angelina            |            |            |
| Tuna Dwek              | Zulmira             |            |            |
| Francisco Gaspar       | Silvino             |            |            |
| Lourinelson Vladmir    | Santiago            |            |            |
| Kiko Vianello          | Dr. Alberto Lorenzo |            |            |
| Astrea Lucena          | Cleuza              |            |            |
| Aury Porto             | Vicente             |            |            |
| Giselle Itié           | Eva                 |            |            |
| Alessia Krisanovski    | Pietra              |            |            |
| Pedro Augusto          | José                |            |            |

### Participações especiais
| Lista de participações especiais | Lista de participações especiais | Lista de participações especiais |
| Ator/Atriz                       | Personagem                       | Episódio                         |
| -------------------------------- | -------------------------------- | -------------------------------- |
| Laura Chevi                      | Lúcia Santeiro (criança)         | "Missionários da Morte"          |
| Bruna Anauate                    | Mãe de Lúcia                     | "Missionários da Morte"          |
| Alexandre Paro                   | Pai de Lúcia                     | "Missionários da Morte"          |
| MC Choice                        | Damião Almeida (jovem)           | "Ciência da Fé"                  |
| Cintia Rosa                      | Mãe de Damião                    | "Ciência da Fé"                  |
| Paulo Azevedo                    | Comandante Caruso                | "Ciência da Fé"                  |
| Laerte Késsimos                  | Pereira                          | "Ciência da Fé"                  |
|                                  | Enzo Vergani (jovem)             | "A Relíquia"                     |
| Paulo Marcello                   | Dr. Vergani                      | "A Relíquia"                     |
| Fafá Rennó                       | Psicóloga                        | "A Relíquia"                     |
| Tsupto Xavante                   | Chefe dos índios                 | "A Relíquia"                     |
| Tião D'Ávila                     | Evaristo                         | "Ame teus Inimigos"              |
| Maria do Carmo Soares            | Laura                            | "Ame teus Inimigos"              |
| Fernando Teixeira                | Idoso                            | "Ame teus Inimigos"              |
| Adriano Paixão                   | Juvenal                          | "Ame teus Inimigos"              |
| Cesar Pezzuoli                   | Padre Venâncio                   | "Refúgio Sagrado"                |
| Iva Oliveira                     | Ana (Mulher do Silvino)          | "Refúgio Sagrado"                |
| Brian Castro                     | Silvino (jovem)                  | "Dom da Morte"                   |
| Cesar Pezzuoli                   | Padre Venâncio                   | "Dom da Morte"                   |
| Ana Nero                         | Imaculada                        | "Dom da Morte"                   |
| João Carlos Andreazza            | Dr. Augusto Ramiro               | "Dom da Morte"                   |

Gustavo Corassini O escolhido quando crian

## Episódios
| Temporada | Temporada | Episódios | Episódios | Originalmente lançado |
| --------- | --------- | --------- | --------- | --------------------- |
|           | 1         | 6         | 6         | 28 de junho de 2019   |
|           | 2         | 6         | 6         | 6 de dezembro de 2019 |

### 1.ª Temporada (2019)
| N.º | Título | Dirigido por            | Escrito por        | Lançamento                        |                     |
| --- | ------ | ----------------------- | ------------------ | --------------------------------- | ------------------- |
| 1   | 1      | "Missionários da Morte" | Michel Tikhomiroff | Carolina Munhóz & Raphael Draccon | 28 de julho de 2019 |
| 2   | 2      | "Ciência da Fé"         | Michel Tikhomiroff | Carolina Munhóz & Raphael Draccon | 28 de julho de 2019 |
| 3   | 3      | "A Relíquia"            | Michel Tikhomiroff | Carolina Munhóz & Raphael Draccon | 28 de julho de 2019 |
| 4   | 4      | "Ame teus Inimigos"     | Michel Tikhomiroff | Carolina Munhóz & Raphael Draccon | 28 de julho de 2019 |
| 5   | 5      | "Refúgio Sagrado"       | Michel Tikhomiroff | Carolina Munhóz & Raphael Draccon | 28 de julho de 2019 |
| 6   | 6      | "Dom da Morte"          | Michel Tikhomiroff | Carolina Munhóz & Raphael Draccon | 28 de julho de 2019 |

### 2.ª Temporada (2019)
| N.º | Título | Dirigido por                   | Escrito por    | Lançamento                        |                       |
| --- | ------ | ------------------------------ | -------------- | --------------------------------- | --------------------- |
| 7   | 1      | "O Casulo da Serpente"         | Max Calligaris | Carolina Munhóz & Raphael Draccon | 6 de dezembro de 2019 |
| 8   | 2      | "Pai, por que me abandonaste?" | Max Calligaris | Carolina Munhóz & Raphael Draccon | 6 de dezembro de 2019 |
| 9   | 3      | "Minha vida por sua morte"     | Max Calligaris | Carolina Munhóz & Raphael Draccon | 6 de dezembro de 2019 |
| 10  | 4      | "Cura ou maldição?"            | Max Calligaris | Carolina Munhóz & Raphael Draccon | 6 de dezembro de 2019 |
| 11  | 5      | "Revelações escritas"          | Max Calligaris | Carolina Munhóz & Raphael Draccon | 6 de dezembro de 2019 |
| 12  | 6      | "Fé cega"                      | Max Calligaris | Carolina Munhóz & Raphael Draccon | 6 de dezembro de 2019 |

## Produção

### Desenvolvimento
A série foi oficialmente anunciada em 20 de julho de 2018. A Netflix revelou que a produção seria inspirada na série mexicana Niño Santo, criada por Pedro Peirano e Mauricio Katz e baseada na ideia original de Pablo Cruz.  A versão brasileira foi adaptada pelo casal de escritores Raphael Draccon e Carolina Munhóz.

### Filmagem
A produção principal da primeira temporada começou em 22 de setembro de 2018 na cidade de Porto Nacional, Tocantins. Em 9 de outubro de 2018 a produção mudou-se para Natividade, com algumas cenas planejadas para serem filmadas em alguns dos principais pontos turísticos da cidade.

## Lançamento

### Marketing
Em 17 de maio de 2019, o teaser trailer da série foi lançado.

## Recepção
Depois de explorar futuro distópico em 3%, comédia familiar em Samantha! e drama de época em Coisa Mais Linda, a Netflix estreou em 28 de junho de 2019 sua primeira incursão pelo suspense sobrenatural no Brasil.

O meu maior desafio foi a combinação de fazer uma série de um gênero muito consumido pelo público (suspense sobrenatural), mas pouco explorado pelo audiovisual brasileiro e cuja história se passa no Pantanal, um cenário também pouco retratado. Com muitas cenas externas diurnas e noturnas no meio da mata e em rios, foi uma verdadeira aventura para toda a equipe e elenco ter que lidar com adversidades como o excesso de calor, as chuvas e os insetos.— Michel Tikhomiroff (diretor e produtor executivo) ao ser perguntado sobre o maior desafio de dirigir a série.